# مسجد قبا
مسجد قُبا نخستین مسجد جهان اسلام است که در بیرون شهر مدینه قراردارد. نخستین سنگ‌های بنای این مسجد توسط محمد بن عبدالله پس از مهاجرت او از مکه به مدینه گذاشته شد. قبا نام قریه‌ای در نزدیکی مدینه بوده‌است.

## موقعیت
مسجد قبا در قریه قبا قرار دارد که در دو کیلومتری مدینه می‌باشد. در گذشته کسانی که قصد سفر از مکه به مدینه را داشتند از این قریه عبور می‌کردند اما امروزه بخاطر احداث بزرگراه مکه به مدینه با فاصله ای از کنار آن عبور می‌کند. در گذشته قبیله بنی عمروبن عوف از انصار در آنجا ساکن بودند. نام این قریه بخاطر نام چاهی که در آنجا بوده‌است، گرفته شده‌است. قریهٔ قبا از مناطق خوش آب وهوای اطراف مدینه بوده و نخلستانهای فراوان و چاه‌های آب شیرین داشته‌است.

## ساخت مسجد
قبا در مسیر راه مکه به مدینه واقع شده‌است و از نخستین کسانی بودند که از هجرت پیامبر به مدینه استقبال کردند. پیامبر چند روزی در قبا توقف کردند تا خانواده اش که همراه علی بن ابی‌طالب بودند به ایشان پیوستند. و در همان چند روز که در قبا بودند اقدام به ساخت مسجد قبا نمودند.
مسجد در سال اول هجری، به پیشنهاد عمار یاسر یا به تقاضای ساکنان محل در قبا بنا شد. پیامبر اسلام مساحت مسجد را براساس خط سیر شتر خویش مشخص نمود و خط قبله را تعیین کرد. گرداگرد مسجد، دیواری از سنگهای حرّه (آتشفشانی) برافراشتند و سقف آن را بر روی سه‌ردیف ستون قرار دادند.
آورده‌اند که پیامبر اسلام شخصاً کار می‌کرد و خشت‌ها را حمل و تعبیه می‌کرد. به هنگام ساختن این مسجد زمانی که عمار یاسر بیش از همه خشت حمل می‌کرد سر انجام عمار یاسر در جنگ صفین کشته شد.

## بازسازی
این مسجد بارها بازسازی شده‌است. نخستین تغییر در مسجد قبا، تغییر در محراب آن بود. زمانی که قبلهٔ مسلمانان از بیت‌المقدس به جانب مسجدالحرام تغییر کرد، پیامبر اسلام به قبا آمد و با کمک اصحابش، قبلهٔ مسجد را به سوی کعبه قرار داد. بعد آن در زمان عثمان مورد بازسازی قرار گرفت. در زمان عمر بن عبدالعزیز در اواخر دهه قرن اول هجری بنای اولیه مسجد را خراب و از نو استوار کرد و رواق‌هایی به آن افزود. در سال ۵۵۵ قمری به دست جمال الدین ابومنصور اصفهانی نیز بازسازی گردید. در سال ۱۳۸۸ قمری مجدد توسط ملک فیصل بازسازی و رواق‌های شرقی آن توسعه یافت. در سال ۱۴۰۶ با معماری جدید بازسازی گردید و هم‌اکنون از زیباترین مساجدی است که در مدینه منوره قرار دارد. چهار گلدسته به ارتفاع ۴۷ ساخته شد، شش گنبد بزرگ به قطر ۱۲ ساخته شد و در نهایت، مساحت شبستان به ۵۰۳۵ افزایش یافت.

## فضیلت

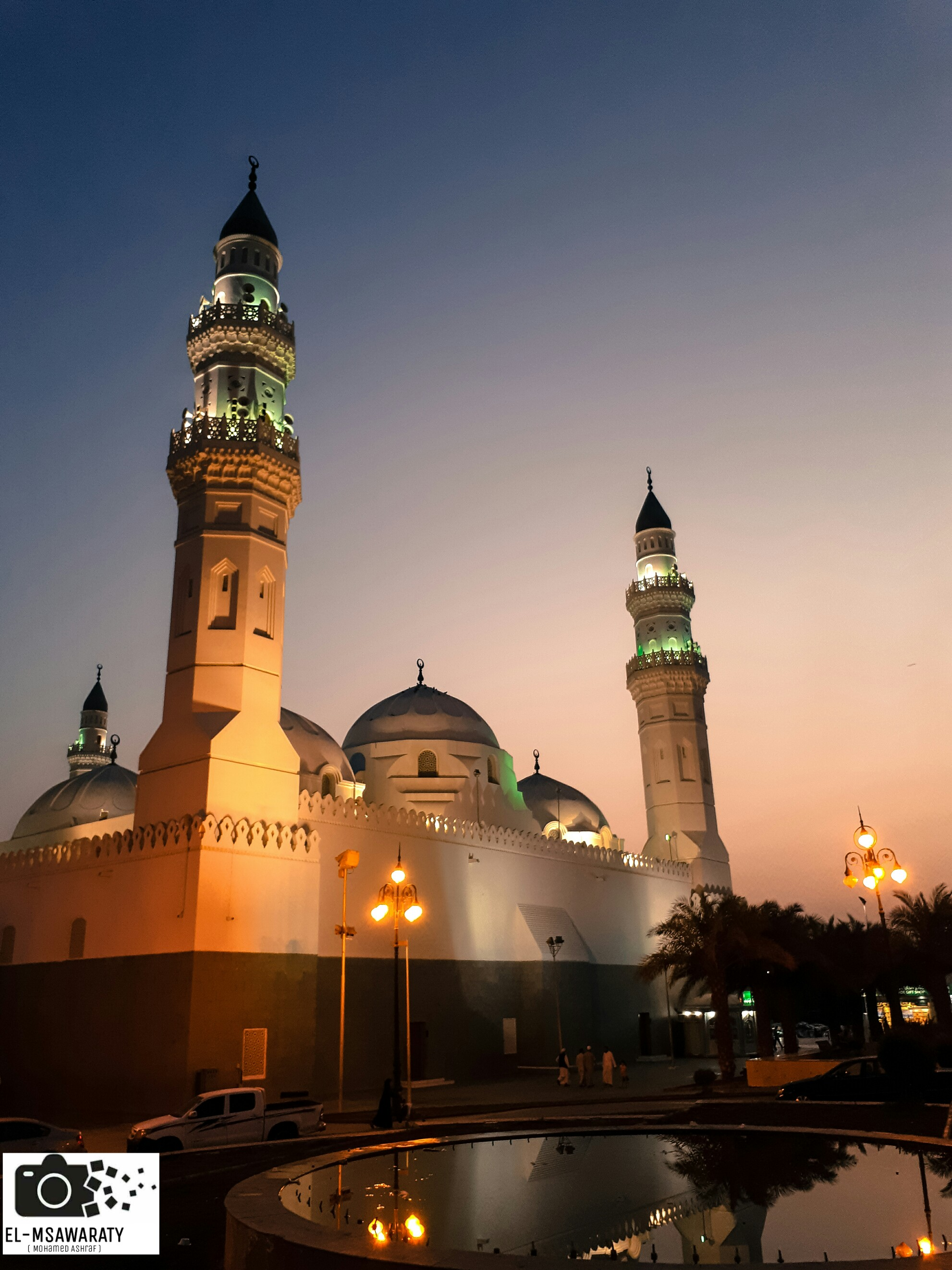
نمایی از مسجد قبا

مسجد قبا اولین مسجدی است که پیامبر اسلام آن را بنا کرده‌است و بنابر روایات آیه ۱۰۸ توبه اشاره به مسجد قبا دارد و بر این نکته اشاره دارد که این مسجد بر پایه تقوا ساخته شده‌است لذا آن را به مسجد التقوی نیز می‌شناختند در مقابل مسجد ضرار که برپایه نفاق ساخته شد و پیامبر دستور به تخریب آن را داد. در روایتی از پیامبر اسلام آمده‌است که کسی در خانه اش وضو بگیرد و در مسجد قبا دو رکعت نماز بگذارد ثواب یک عمره کرده‌است. پیامبر اسلام بعد از هجرت به مدینه هفته ای یکبار شنبه‌ها یا دوشنبه‌ها به مسجد قبا می‌آمدند و مسافت میان مسجدالنّبی و مسجد قبا را پیاده یا سواره طی می‌کرد و در آن نماز می‌خواندند.
در روایتی دیگر از ابن شبه پیامبر اسلام گفته‌است دو رکعت نماز در مسجد قبا بهتر از آن است که دوباره به بیت‌المقدس برود. همچنین در روایتی دیگر که ابن کثیر و ذهبی نقل کرده‌اند بجا آوردن دو رکعت نماز در مسجد قبا برار یک حج عمره می‌باشد.